# Stiftung zum Glockenhaus
Gemäss dem Eintrag im Zürcher Handelsregister bezweckt die Stiftung zum Glockenhaus in Zürich die Verwaltung und den Betrieb ihrer Liegenschaften Sihlstrasse 31–33 in Zürich auf gemeinnütziger Grundlage, damit der Cevi Zürich seine Tätigkeit im Sinne seiner Zielsetzung im Zentrum ausüben kann.
Die Stiftung wird von einem fünfundzwanzigköpfigen Stiftungsrat und einem Stiftungsratsausschuss strategisch geleitet. Die operative Leitung obliegt dem ehrenamtlichen Präsidenten des Stiftungsratsausschusses, der Geschäftsführerin von Stiftung und Zentrum sowie dem Hoteldirektor.
Aufsichtsbehörde der Stiftung ist der Stadtrat Zürich.

## Allgemeines
Der Gebäudekomplex wird als Glockenhof oder Gloggi bezeichnet. An der Sihlstrasse 33 befindet sich das Zentrum, in welchem der Cevi Zürich seinen Sitz hat und Aktivitäten im Rahmen seiner Statuten anbietet. Ebenfalls stehen diverse Sitzungszimmer und Säle zur Vermietung zur Verfügung. An der Sihlstrasse 31 ist das Hotel "Glockenhof", ein Vierstern-Superior-Hotel, welches ebenfalls von der Stiftung betrieben wird.
Gebäude-Nachbar ist u. a. die neuere St. Anna-Kapelle der Evangelischen Gesellschaft Zürich. Vor dem Bau des Gebäude-Komplexes wurde das Gelände St. Anna-Areal genannt.
Das Haus steht seit 2010 unter Denkmalschutz.

## Geschichte
Der Glockenhof hat seinen Namen von der Glockengiesserei Füssli, die mehrere Jahrhunderte an dieser Stelle stand. An gleichen Standort befand sich noch früher die St.-Stefans-Kapelle, deren Ursprung auf das 4. Jahrhundert zurückgeht und vermutlich die erste Pfarrkirche Zürichs war. Sie wurde 1528 abgebrochen.
Die historische St. Anna-Kapelle von 1387 stand beim heutigen Warenhaus St. Annahof an der Ecke Bahnhof-/Füsslistrasse. In dieser war von 1807 bis 1844 die katholische Gemeinde, von 1847 bis 1860 die Evangelische Gesellschaft Zürich, bis 1895 die anglikanische Gemeinde und bis 1912 die lutherische Gemeinde untergebracht. Danach wurde das moderne Warenhaus gebaut. Bereits 1863 wurde eine zweite St. Anna-Kapelle an der St. Annagasse gebaut. Durch den Bau des Glockenhofs 1911 wurde die St. Anna-Kapelle ein Teil des gleichen Gebäudekomplexes, wie das Gebäude des später wieder ausgezogenen Freien Gymnasiums Zürich.
Das Gebäude Glockenhof wurde erstellt, um die Platzbedürfnisse des 1887 gegründeten CVJM Zürich 1 zu befriedigen. Ein Vorläufer des CVJM Zürich war der Christliche Jünglingsverein, der 1900 im CVJM Zürich aufging. Der CVJM wie die Evangelische Gesellschaft Zürich und andere widersetzten sich der bibelkritischen Bewegung in der reformierten Landeskirche. Henri Dunant gründete 1852 in Genf den ersten Cevi der Schweiz. Dunant half mit, den CVJM-Weltbund mitzugründen. Dieser hat seinen Sitz in Genf.
Der Glockenhof wurde 1908 bei der Planung des Gebäudekomplexes als Genossenschaft gegründet. 1976 wurde beschlossen, die Genossenschaft in eine Stiftung umzuwandeln, um den Glockenhof langfristig zu erhalten.